# Katholische Kliniken Emscher-Lippe
Die Katholischen Kliniken Emscher-Lippe – KKEL – entstanden im Jahr 1999 durch den Zusammenschluss des St. Josef-Hospitals in Gelsenkirchen-Horst, des St. Barbara-Hospitals in Gladbeck, des St. Antonius-Krankenhauses in Bottrop-Kirchhellen, des St. Hedwig-Hospitals und des Seniorenzentrums St. Hedwig (beides in Gelsenkirchen-Resse).
Im Rahmen einer umfassenden Restrukturierung wurde das St. Hedwig-Hospital zum Jahresende 2005 geschlossen und das Seniorenzentrum St. Hedwig deutlich erweitert.
Jährlich werden in den Kliniken rund 30.000 Patienten stationär versorgt, daneben finden rund 18.000 ambulante Untersuchungen und Behandlungen statt. Neben den Pflegeleistungen in Gelsenkirchen-Resse hält die Katholische Kliniken Emscher-Lippe medizinische Leistungen vor allem in den Fachbereichen Chirurgie, Viszeralchirurgie, Innere Medizin, Kardiologie, Gastroenterologie, Diabetologie, Geriatrie, Neurologie, Gynäkologie, Psychiatrie/Psychotherapie und Gerontopsychiatrie, Strahlenheilkunde und Urologie vor.
Träger der Katholische Kliniken Emscher-Lippe GmbH ist seit Anfang 2018 die St. Augustinus Gelsenkirchen GmbH.

## St. Hedwig Seniorenzentrum
Im Seniorenzentrum St. Hedwig stehen insgesamt 80 Plätze in Ein- und Zweibettzimmern für die vollstationäre Betreuung sowie 26 für die Kurzzeitpflege und 16 vollstationäre Betreuungsplätze für Menschen im Wachkoma zur Verfügung.